# Electronic Music Studio
Electronic Music Studios (London) Ltd. (EMS) est une société britannique spécialisée dans la conception de synthétiseurs et d'instruments de musique électronique créée en 1969 par Peter Zinovieff, Dave Cockerell et Tristram Cary. 

## Historique
Créateurs d'un des premiers studios de musique électronique, Peter Zinovieff, Dave Cockerell et Tristram Cary conçoivent un séquenceur, le Musys III, à partir d'un ordinateur PDP-8. Le VCS3, un synthétiseur modulaire compact et souple sort en 1969. C'est un succès.  Une version amélioré (l'AKS) sort en 1971.
En 1974 EMS lance le Synthi 100, un puissant synthétiseur de recherche qui équipera des radios nationales.     
Après le départ de plusieurs membres fondateurs (dont Peter Zinovieff) EMS est racheté en 1979 par Datanomics, une société de matériel orthopédique. À partir de 1982 la firme est reprise par Edward Williams et Robin Wood qui commercialiseront des Synthi VCS 3 et A reconditionnés ainsi que le Vocoder 2000 et le Soundbeam, un contrôleur. Ludwig Rehberg en Allemagne offre des prestations similaires et propose un émulateur logiciel du Synthi A, le Synthi Avs.   

## Les principaux produits d'EMS

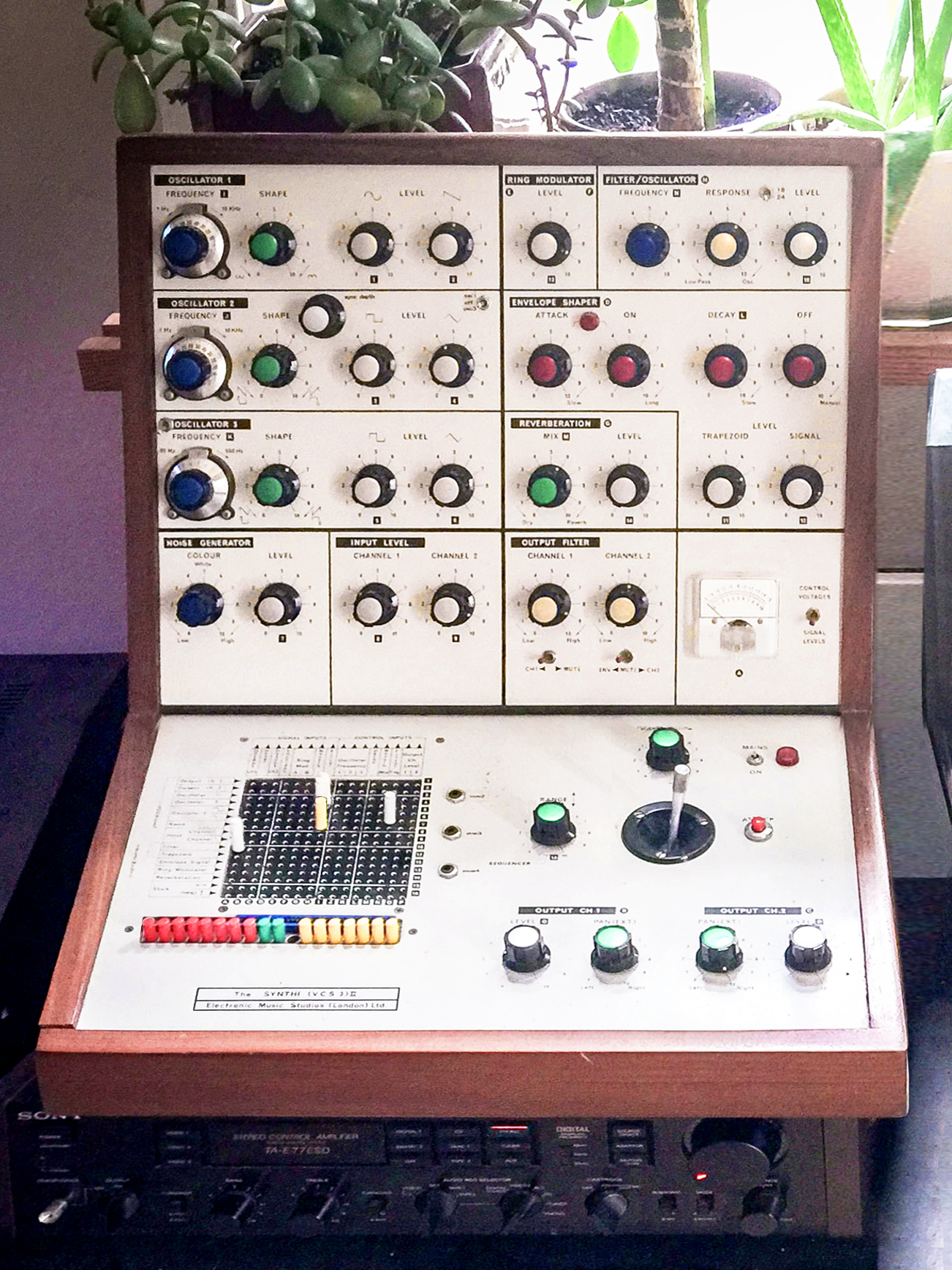
Synthi (VCS 3) II

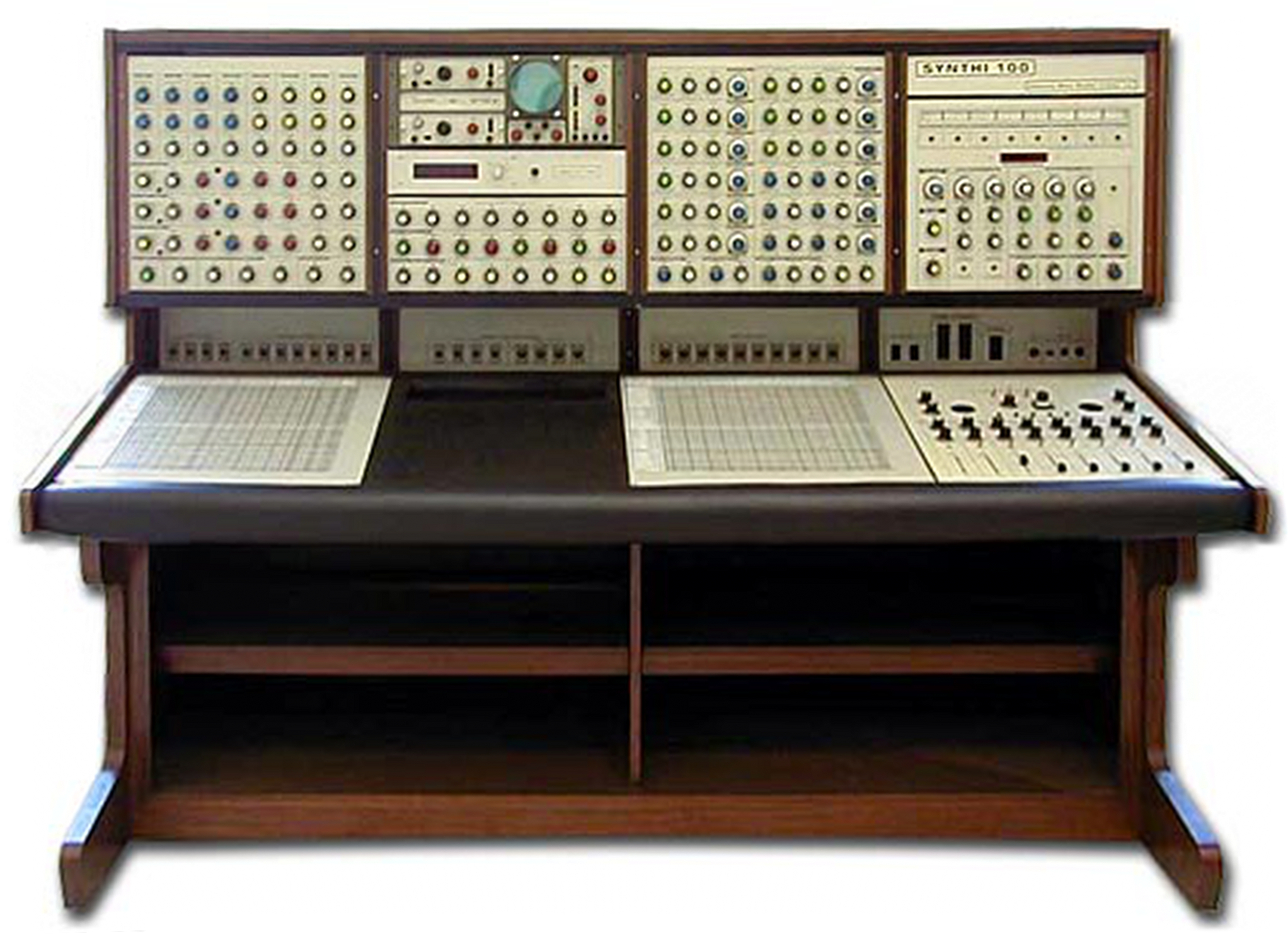
Synthi 100

- 1969 - EMS VCS3
- 1971 - EMS Synthi A
- 1971 - EMS Synthi AKS
- 1971 - EMS Synthi Sequencer 256
- 1973 - EMS Synthi Hi-Fli
- 1974 - EMS Synthi 100
- 1976 - EMS Synthi Vocoder 5000
- 1977 - EMS Vocoder 2000
- 1978 - EMS PolySynthi